# This Heat
This Heat — британская экспериментальная рок-группа, образованная в 1976 году мультиинструменталистами Чарльзом Балленом, Чарльзом Хейвардом и Гаретом Уильямсом. Вобравшая в себя многое от прог-рока и панк-рока, господствовавших в то время на британской и мировой рок-сцене (и обычно противопоставлявшихся друг другу), музыка This Heat, тем не менее, далеко отстояла от стандартов как панка, так и прогрессива; в наши дни их творчество, в своё время особой известностью не пользовавшееся, нередко рассматривается как связующее звено между прогрессивным роком (и особенно краут-роком), и более поздними экспериментальными стилями — такими, как постпанк, пост-рок и индастриал. Альбом This Heat "Deceit", названный Trouser Press «аскетичным, великолепным и не поддающимся описанию», признан одной из важнейших (и недооцененных) записей в раннем постпанке и был включен Pitchfork Media в число главных записей 1980-х гг. под номером 20.

## Участники группы
- Чарльз Баллен — гитара, кларнет, виола, вокал
- Чарльз Хейворд — клавишные, ударные, вокал
- Гарет Уильямс — клавишные, гитара, бас-гитара, вокал

## Дискография
- This Heat (1978; CD reissue 2006)
- Health and Efficiency (1980; 12" EP, 3" mini-CD, 1988)
- Deceit (1981)
- This Heat with Mario Boyer Diekuuroh (1982; сплит-кассета с Альбером Марсером)
- This Heat Live (1986, концертный, выходил только на кассете)
- The Peel Sessions (1988; EP)
- Repeat (1993; CD)
- Made Available: John Peel Sessions (1996; CD, переиздание «Peel Sessions» с бонус-треками)
- Out of Cold Storage (2006; бокс-сет из 6 CD)
- John Peel Shows (2005, бутлег с демо-заготовками для 1-го альбома)
- Face Hand Shy: Rarities (сборник раритетных записей)
- Scala (2006, бутлег)
- Final Revelations (2007, запись последнего концерта + демозаписи для неизданного альбома)
- Live at I.C.A. Club 1980 (2007, бутлег)